# Matthew Emmons
Matthew Emmons (* 5. dubna 1981) je americký sportovní střelec, juniorský světový rekordman ve střelbě z malorážky na 50 metrů ze tří poloh a olympijský vítěz z Athén ve střelbě z malorážky na 50 m vleže.
V letech 2022–2024 působil jako střelecký trenér české biatlonové reprezentace.

## Sportovní kariéra
O zlatou medaili v polohovce jej v Athénách připravil poslední výstřel, když omylem zamířil na sousední terč a připsal si tak 0 bodů. To znamenalo pád z průběžného prvního místa na osmé, tedy poslední v rámci finálové skupiny.
V roce 2008 na olympijských hrách v Pekingu vybojoval stříbrnou medaili ve střelbě z malorážky vleže. Ve svém druhém vystoupení v libovolné malorážce na 3×40 ran zopakoval kolaps z minulé olympiády. Před posledním výstřelem vedl o 3,3 bodu a k vítězství mu stačilo trefit 6,7. Emmons však spoušť zmáčkl příliš brzy a trefil pouze 4,4 bodu, což ho posunulo na celkové čtvrté místo.
Dne 30. června 2007 uzavřel sňatek s českou střelkyní Kateřinou Kůrkovou. Spolu mají dceru Julii (*2009), syna Martina Henryho (*2013), dcery Emmu (*2015) a Gabrielu Maju (*2017).